# カタリナ事件
カタリナ事件（スウェーデン語: Catalinaaffären）は、1952年6月にソビエト連邦（ソ連）のジェット戦闘機がバルト海域の公海上でスウェーデン空軍機2機を撃墜した事件である。
冷戦期間中の軍事的衝突であり、外交的危機が発生する可能性があった。ソビエト連邦は1991年のソビエト連邦の崩壊まで公式にこの事件への関与を否定していた。2003年に2機の撃墜された位置が特定され、引き揚げられた。

## 機体と搭乗員

### DC-3
事件で最初に撃墜された機体は、DC-3旅客機より派生した軍用輸送機ダグラス DC-3A-360 スカイトレイン（スウェーデン空軍名称Tp 79 Hugin、シリアルナンバー：79001）であった。この事件以降メディアでは単に「この DC-3」（"the DC-3."）として扱われるようになった。
1952年6月13日に当該機はスウェーデン国防電波局の任務でシギント活動を実施している最中にゴツカ・サンド島の東で行方不明となった。この事案で機体と共に8名の搭乗員全員の命が失われたが、この内3名はスウェーデン空軍所属の軍人、その他の5名はスウェーデン国防電波局所属文民のシギント要員であった。
- アルヴァー・エルメベリ（Alvar Älmeberg）：パイロット
- イェスタ・ブラッド（Gösta Blad）：航法士 / 通信士
- ヘルベルト・マットソン（Herbert Mattson）：航空機関士
- エイナール・ヨンソン（Einar Jonsson）：シギント班 指揮官
- イーヴァル・スヴェンソン（Ivar Svensson）：シギント要員
- エリク・カールソン（Erik Carlsson）：シギント要員
- ベント・ブーク（Bengt Book）：シギント要員
- ボルゲ・ニルソン（Börge Nilsson）：シギント要員

当該機は元々アメリカ合衆国のシリアルナンバー42-5694として1943年に製造され、アメリカ陸軍航空軍の第15兵員輸送飛行隊(15th Troop Carrier Squadron)（第61兵員輸送群(61st Troop Carrier Group)）に配属された。北アフリカ戦域で用いられた後にイギリスのバークストン・ヒース空軍基地に配備された。1946年2月5日にフランスのオルリー空軍基地から西ドイツのハーナウ陸軍飛行場を経由してブロンマまで運ばれ、5月18日にスカンディナヴィスカ・アエロ社（Skandinaviska Aero AB）の民間機SE-APZとして登録された。

### カタリナ
最初の事件から3日後の1952年6月16日に2機のコンソリデーテッド PBY-5 カタリナ（スウェーデン空軍名称Tp 47）が行方不明となった DC-3 をエストニアの北方で捜索していた。この内の1機シリアルナンバー47002がソ連軍機に撃墜されたが、西ドイツの貨物船「ミュンスターランド」（Münsterland）の近くに不時着水した5名の搭乗員は救助された。

## 余波
ソ連はこのDC-3撃墜を否定したが、数日後にソ連の榴散弾の痕跡を残した救命ボートが発見された。1956年にスウェーデンの首相のターゲ・エルランダーとの会談でソビエト連邦の指導者ニキータ・フルシチョフはこのDC-3撃墜を認めたが、当時はこの情報は公表されなかった。
スウェーデンは40年近くも当該機は航法訓練飛行を実施していたと主張していたが、搭乗員達の遺族からの圧力を受けてようやくスウェーデン当局はこのDC- がイギリス製機器を装備してNATOのためにスパイ活動を行っていたことを認めた。
1991年に1950年代初めに大佐であったFyodor Sjinkarenko （ロシア語版）将軍は自身が1952年にスクランブルで迎撃へ向かったMiG-15bis戦闘機へ、このDC-3撃墜を命じたことを認めた。

## 引き揚げ

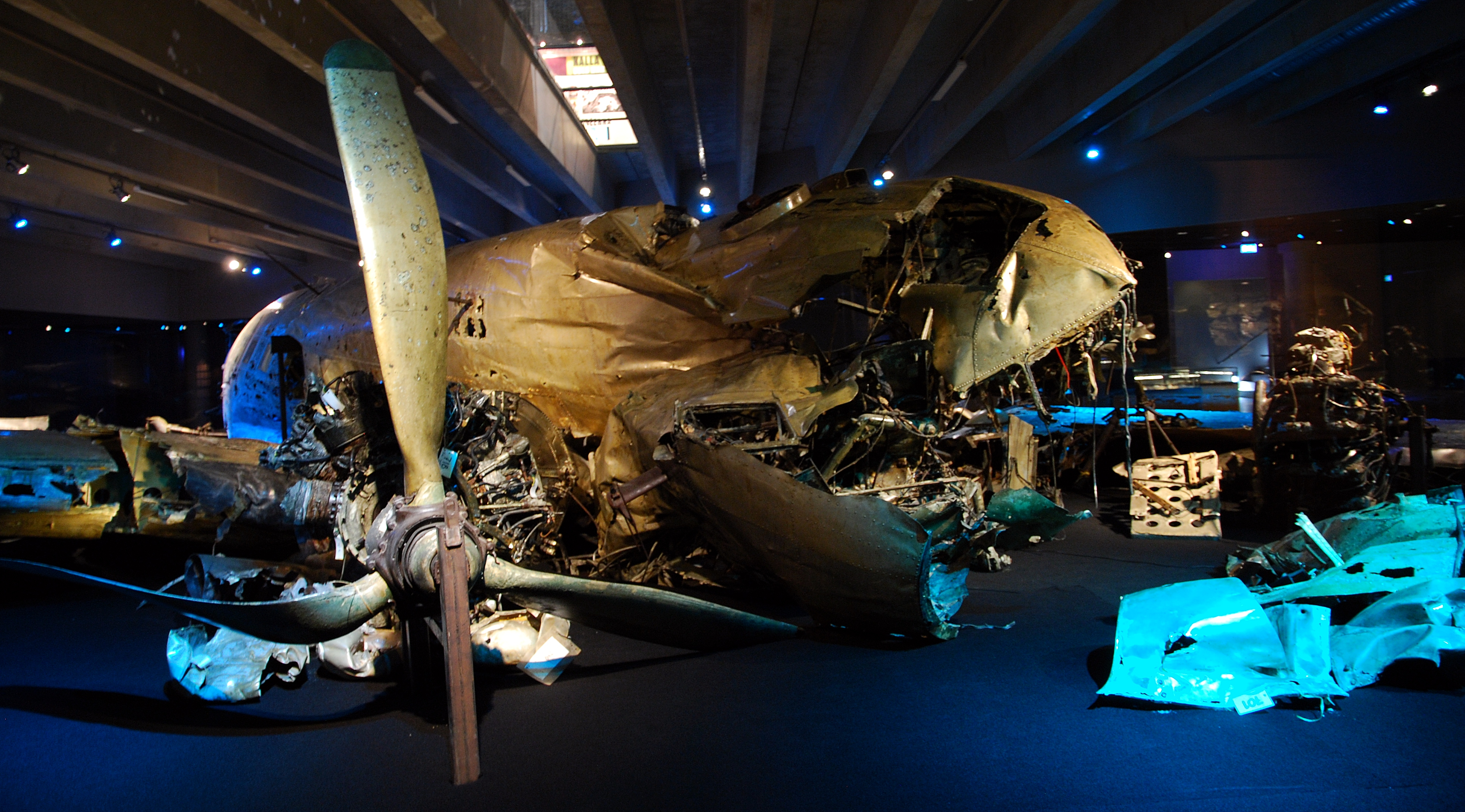
スウェーデン空軍博物館に展示されているDC-3の残骸

2003年6月10日に航空会社の機長（Anders Jallai）と歴史家の（Carl Douglas）はスウェーデンの企業Marin Mätteknik ABの協力を受けてソナーを使用して水深126 m (413 ft)で撃墜されたDC-3残骸を発見した。残骸の付近から1名の遺体が発見され、後にパイロットのエルメベリと判明した。暫く後にはカタリナ機も公式墜落地点より22キロメートル (14 mi)東の地点で発見された。
事件より52年後の2004年3月19日にDC-3残骸は約200 m3 (7,100 cu ft)の沈殿物と共に凍結され引揚げられた。この残骸は調査のためにムスコ海軍基地に運搬・保管され、2009年3月13日に展示のためにリンシェーピングにあるスウェーデン空軍博物館に運ばれた。2009年5月5日に79001機の1/12模型が空軍博物館へ貸与された。

## 結論
撃墜されたDC-3に残された弾痕はこの機体がMiG-15bis戦闘機に撃墜されたことを示していた。コックピット内の時計の1つが11:28:40 CETで停止していたことから、正確な墜落着水時間も特定出来た。これまでに搭乗員8名中エルメベリら4名の遺体が発見され、明確な身元確認がされている。
事件から52年後の2004年6月13日に追悼式典が行われ、犠牲となった8名には、金のスウェーデン国防軍功労勲章が死後受勲された。